# Charles d'Udekem d'Acoz
Baron Charles Jean Marie Ghislain d'Udekem d'Acoz (Gent, 8 maart 1885 - Proven, 7 december 1968) was een Belgisch burgemeester en grootvader van koningin Mathilde van België.

## Levensloop
Charles d'Udekem was een zoon van baron Maximilien d'Udekem d'Acoz (1861–1921) en van Angelique van Eyll (1863–1935). Hij trouwde tweemaal:
- in 1920 met Suzanne De Smet (1896–1923), dochter van Firmin De Smet (1869–1916) en van Léonie Morel de Westgaver (1874–1903);
- in 1933 met Suzanne van Outryve d’Ydewalle (1898–1983), dochter van Clément van Outryve d'Ydewalle (1876–1942) en Madeleine de Thibault de Boesinghe (1876–1931) en geadopteerde dochter van Raoul Mazeman de Couthove (1854–1923) en Mathilde van Outryve d'Ydewalle (1867–1945), haar tante.

Bleef het eerste korte huwelijk kinderloos, dan waren er drie zoons uit het tweede huwelijk:
- Henri d'Udekem d'Acoz (1933–2021),
- Raoul d'Udekem d'Acoz (1935-2023),
- Patrick d'Udekem d'Acoz (1936–2008), vader van koningin Mathilde van België.

Charles was oorlogsvrijwilliger tijdens de Eerste Wereldoorlog. Hij volgde de adoptievader van zijn vrouw op als burgemeester van Proven. Hij werd in dit ambt opgevolgd door zijn zoon Henri.